# Bunzl & Biach

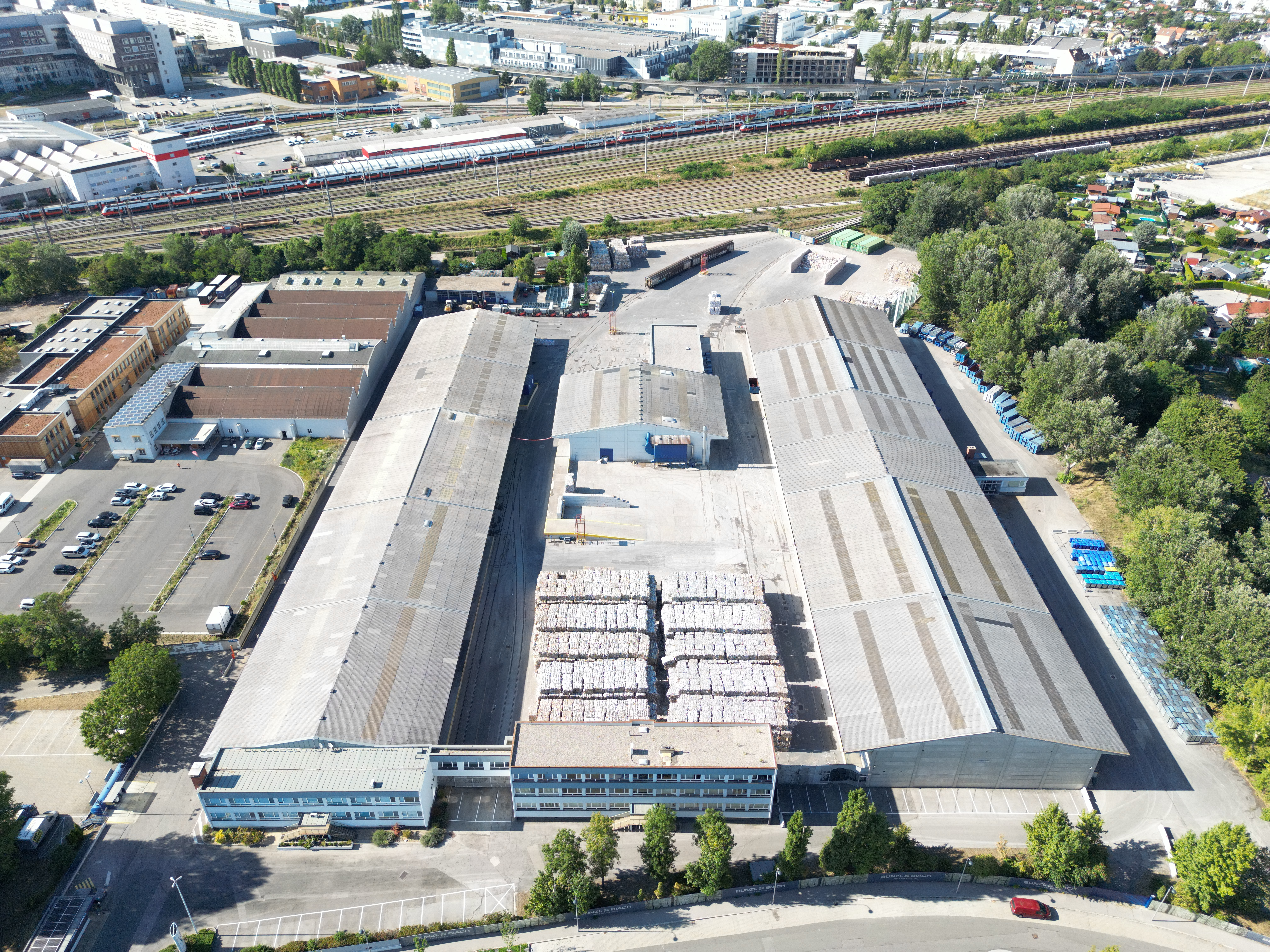

Die Bunzl & Biach GmbH ist ein Unternehmen im Altpapierbereich mit Sitz in Wien-Floridsdorf, welches mit ihren Tochterfirmen in Österreich, Deutschland, Tschechien und der Slowakei im Besitz der Heinzel Holding GmbH und der Essity Austria GmbH ist. Weitere Standorte befinden sich außerdem in Wien-Matzleinsdorf und Linz.

## Geschichte
Bunzl & Biach geht auf die Firma Emanuel Biach’s Eidam zurück, die 1854 von Moritz Bunzl (1820–1875) in Preßburg gegründet wurde. Die Firma betrieb den „Hadernhandel“: Sie sammelte Textilabfälle und bereitete sie für die Verwertung durch die Textil- und Papierindustrie auf.
Ab 1883 mit Zentrale in Wien organisierte das Unternehmen ein über Mittel-, Ost- und Südosteuropa verzweigtes Netz zum Zwecke des „Hadernhandels“, erwarb jedoch selbst auch Fabriken zur Weiterverarbeitung. Neben dem Firmensitz in Wien war auch der Standort der 1917 gegründeten Papierfabrik in Ortmann bei Pernitz in Niederösterreich für den Konzern von großer Bedeutung. Nach dem Zerfall Österreich-Ungarns im Jahr 1918 wurden in den Nachfolgestaaten eigene Tochtergesellschaften gegründet und zahlreiche weitere Beteiligungen erworben.
Um dieses Firmengeflecht unter einem Dach zu vereinen, wurden 1936 die bis dahin bestehenden Firmen und Gesellschaften in Kapitalgesellschaften umgewandelt. Die österreichischen Gesellschaften sowie die Gesellschaften mit Österreichbezug wurden in die neu gegründete Bunzl & Biach AG in Wien eingebracht. Weiters wurde eine Bunzl-Holding AG mit Sitz in Zug in der Schweiz gegründet. Die Bunzl Holding besaß neben der Bunzl & Biach AG in Wien zahlreiche Betriebe und Beteiligungen in den Nachfolgestaaten der ehemaligen Österreichisch-Ungarischen Monarchie sowie im Deutschen Reich.
Die Eigentümer der Bunzl-Holding AG waren sechs Brüder, die samt ihren Familien nach dem Anschluss Österreichs an das sog. Deutsche Reich 1938 als Juden verfolgt und vertrieben, teilweise auch ermordet wurden. Der Konzern der Bunzl & Biach AG wurde 1938 durch die Österreichische Kontrollbank für Industrie und Handel „arisiert“ und im September 1941 in Kontropa Kontinentale Rohstoff und Papierindustrie Aktiengesellschaft umbenannt. Im Jahr 1946 erhielt die Familie alle österreichischen Unternehmen zurück. 100 Jahre nach der Firmengründung bildeten Unternehmen in England, Amerika, Österreich, Schweiz, Deutschland, Italien und Südafrika mit nahezu 4000 Mitarbeitern den Bunzl-Konzern.
Im Zuge mehrerer Umstrukturierungen und Eigentümerwechsel wurde im Jahr 1990 eine eigenständige Gesellschaft, die Bunzl & Biach GmbH, gegründet, die zu jeweils 50 % im Eigentum der SCA Laakirchen AG und der SCA Hygiene Products GmbH in Ortmann stand.
2013 erwarb die Heinzel Holding 100 % der Anteile an der Papierfabrik Laakirchen Papier AG vom SCA-Konzern. Durch den Kauf eines Prozents des an ihr gehaltenen Stammkapitals ihrer zweiten Muttergesellschaft Essity Austria GmbH seitens der Laakirchen Papier AG, erlangte die Heinzel Gruppe indirekt mit 51 % die Mehrheit an der Bunzl & Biach GmbH.